# Llista de còctels oficials de l'IBA

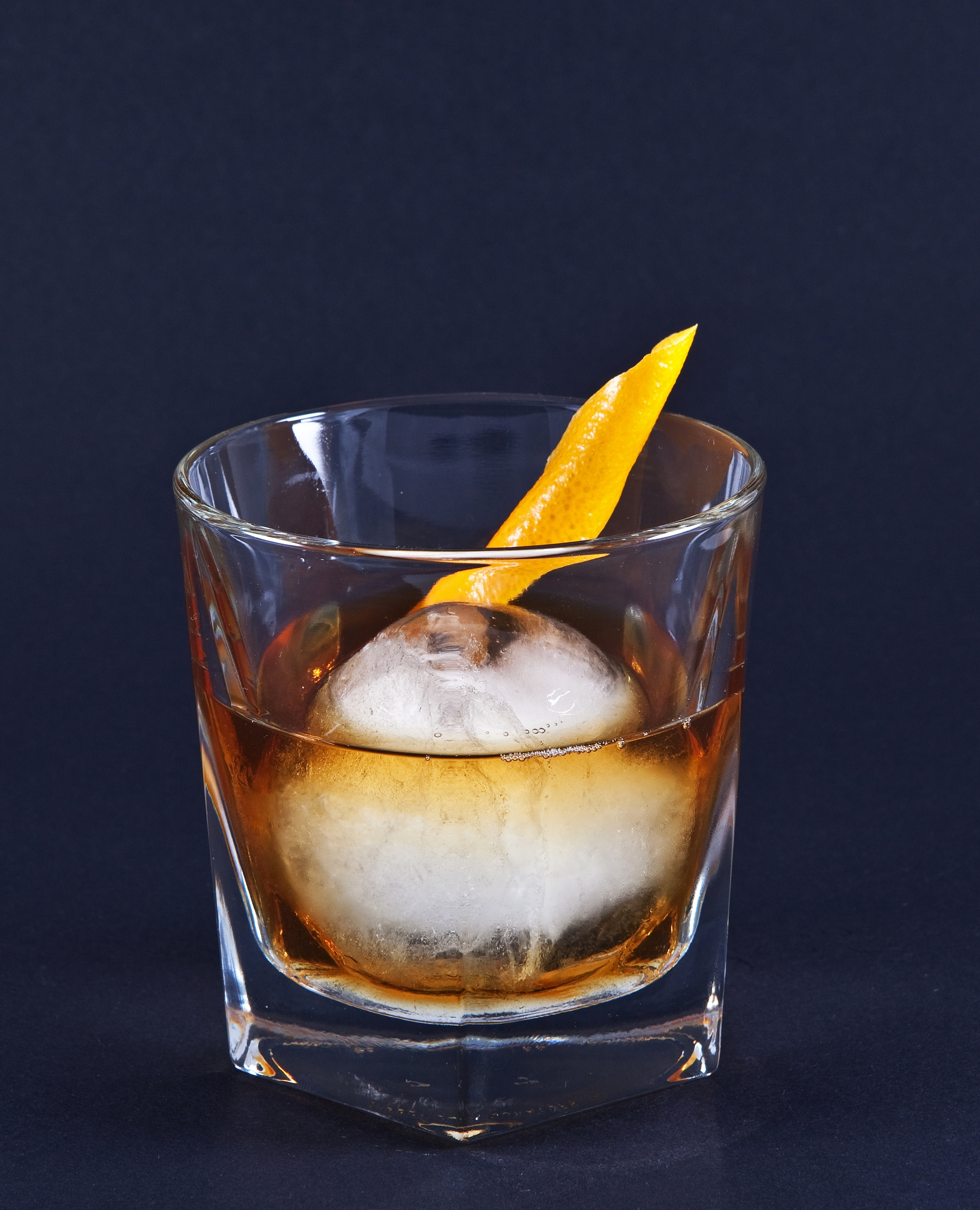
L'old fashioned és un còctel oficial de l'IBA a la categoria "Inoblidables".

Els còctels oficials de l'IBA són còctels reconeguts per l'Associació Internacional de Bàrmans (IBA) com les receptes més sol·licitades. La llista es va desenvolupar a partir del 1960, i la primera versió, que comprenia 50 còctels, es va publicar el 1961. Des de llavors ha estat revisada periòdicament. La darrera versió de la llista, publicada el 2024, consta de 102 còctels en 3 categories principals.

## Llista de còctels
A la llista del 2024 hi ha 102 còctels oficials de l'IBA, dividits en tres categories de la mateixa mida, cada una amb 34 còctels:
- Els inoblidables (The Unforgettables)
- Clàssics Contemporanis (Contemporary Classics)
- Còctels de la Nova Era (New Era Drinks)

Es llisten els còctels oficials de l'IBA, mantenint els seus noms en anglès:

### Els inoblidables (TheUnforgettables)

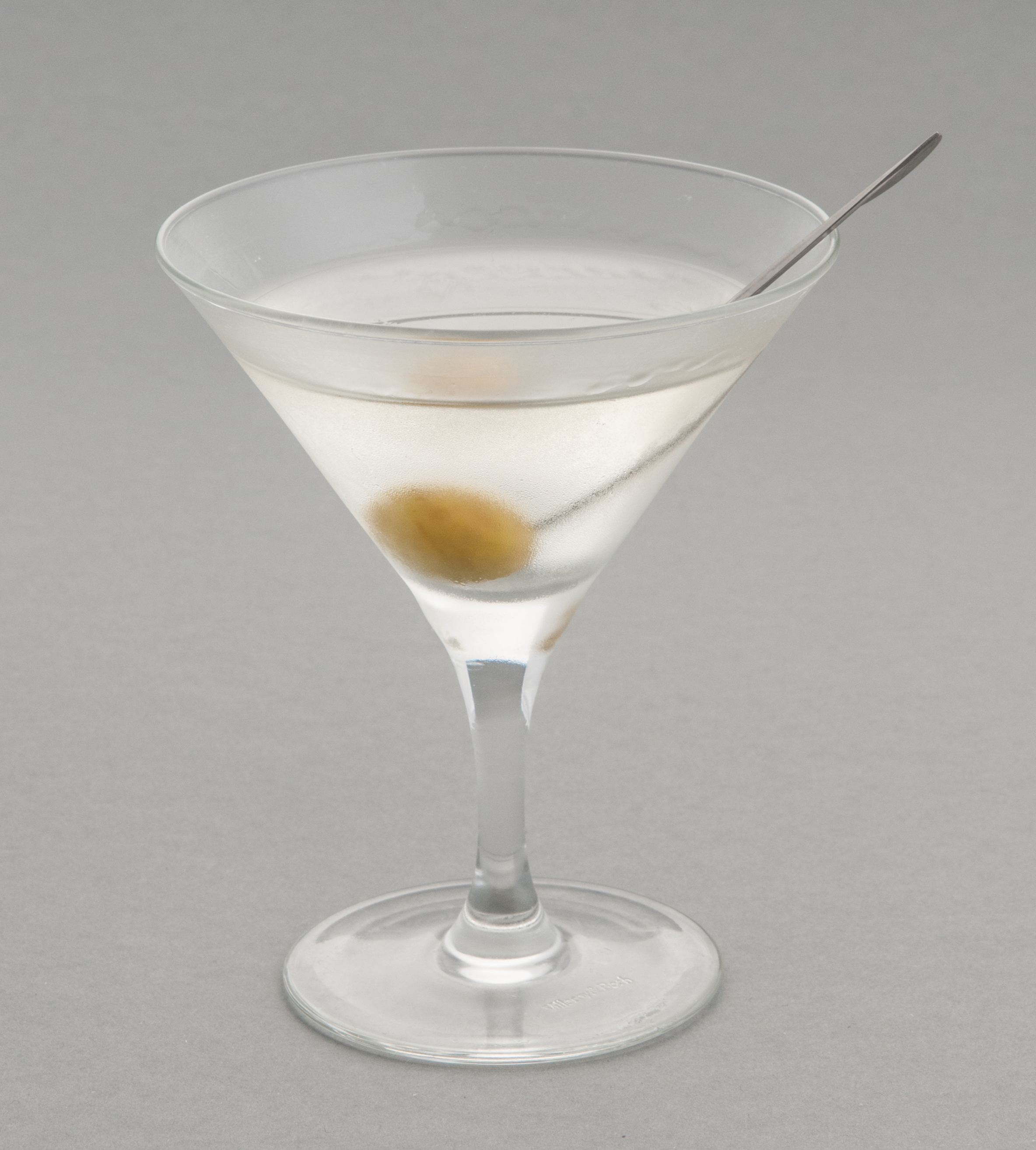
El martini és un còctel molt conegut.

Alexander
Fet amb conyac, licor de cacau (crème de cacao) i crema o nata.
Americano
Fet amb Campari, vermut dolç i, per a la versió amb gas, soda i guarnit amb una rodanxa de llimona.
Angel face
Fet amb ginebra, brandi d'albercoc i calvados en quantitats iguals.:
Aviation
Fet amb ginebra, licor de marrasquino, crema de violeta i suc de llimona.  Algunes receptes ometen la crema de violeta.:25
Between the sheets
Fet amb rom blanc (o un altre rom lleuger), conyac, triple sec i suc de llimona.
Boulevardier
Fet amb whisky bourbon o de sègol, vermut vermell dolç i Campari amarg.
Brandy crusta
Fet amb brandi, licor de marrasquino, curaçao, suc de llimona fresc, xarop de sucre i bitter d'Angostura.
Casino
Fet amb ginebra, licor de marrasquino, bitter de taronja i suc de llimona fresc.
Clover Club
Fet amb ginebra, suc de llimona, xarop de gerds i clara d'ou.
Daiquiri
Fet amb rom, suc de cítrics (normalment suc de llima) i sucre o un altre edulcorant.
Dry Martini
Fet amb ginebra i vermut blanc, i guarnit amb un toc d'oliva o de llimona.
Gin fizz
Fet amb ginebra, suc de llimona i sucre, que s'agiten amb gel, s'aboquen en un got i s'omplen amb aigua carbonatada.
Hanky panky
Fet amb ginebra, vermut dolç i Fernet-Branca.
John Collins
Fet amb ginebra, suc de llimona, xarop simple i aigua carbonatada.
Last word
Fet amb quantitats iguals de ginebra, Chartreuse verd, licor de marrasquino i suc de llima fresc, que es combinen en una coctelera amb gel. Després d'agitar, la barreja s'aboca a través d'un colador de còctels (tamís) al got perquè el còctel no contingui gel i se serveixi "tal qual".
Manhattan
Fet amb whisky, vermut dolç i bitter.
Martinez
Un còctel clàssic fet amb ginebra, vermut dolç, licor de marrasquino i bitters de taronja que es considera àmpliament com el precursor directe del Martini.
Mary Pickford
Fet amb rom blanc, suc de pinya fresc, granadina i licor de marrasquino. Se serveix agitat i fred, sovint amb una cirera de marrasquino .
Monkey gland
Fet amb ginebra, suc de taronja, granadina i absenta. Creat a la dècada de 1920 per Harry MacElhone, propietari del Harry's New York Bar a París.
Negroni
Un còctel italià fet amb una part de ginebra, una part de vermut rosso (negre, semidolç) i una part de Campari, guarnit amb pell de taronja.
Old fashioned
Fet barrejant sucre amb bitters, afegint-hi whisky o, menys habitualment, brandi i guarnint amb un toc de pell de cítrics i una cirera de còctel.
Paradise
Fet amb ginebra, brandi d'albercoc (licor d'albercoc) i suc de taronja en una proporció de 2:1:1, amb un raig de suc de llimona.:
Planter's punch
Fet amb rom jamaicà, suc de llima fresc i suc de canya de sucre.
Porto flip
Fet amb brandi, porto rubí i un rovell d'ou.
Ramos fizz
Fet amb ginebra, suc de llima, suc de llima, clara d'ou, sucre, nata, aigua de flor de taronger i aigua amb gas. Es serveix en un got Collins gran no cònic de 350 a 400 ml.
Remember the Maine
Fet amb whisky de sègol, vermut dolç, brandi de cirera i absenta.
Rusty nail
Fet barrejant Drambuie amb whisky escocès .
Sazerac
Una variació local de Nova Orleans d'un còctel de conyac o whisky, que rep el nom de la marca de brandi de conyac Sazerac de Forge et Fils que va servir com a ingredient principal original. La beguda és tradicionalment una combinació de whisky de conyac o sègol, absenta, Peychaud's Bitters i sucre, tot i que de vegades se substitueix el sègol per whisky bourbon i de vegades se substitueix l'absenta per Herbsaint.
Sidecar
Fet amb conyac, licor de taronja (Cointreau, Grand Marnier, Dry Curaçao o triple sec), més suc de llimona.
Stinger
Còctel duo fet afegint crema de menta al brandi (encara que les receptes varien).
Tuxedo
Fet amb ginebra, vermut sec, bitter de taronja, marrasquino i absenta.
Vieux Carré
Fet amb whisky de sègol, conyac, licor de vermut dolç, Benedictine i bitter de Peychaud.
Whiskey sour
Beguda mixta que conté whisky (sovint bourbon), suc de llimona, sucre i, opcionalment, un raig de clara d'ou.
White lady
Essencialment un sidecar fet amb ginebra en lloc de brandi. El que el diferencia del gin sour simple és el canvi de sucre per triple sec. Aquest còctel de vegades també inclou ingredients addicionals, per exemple, clara d'ou, sucre o nata.

### Clàssics contemporanis

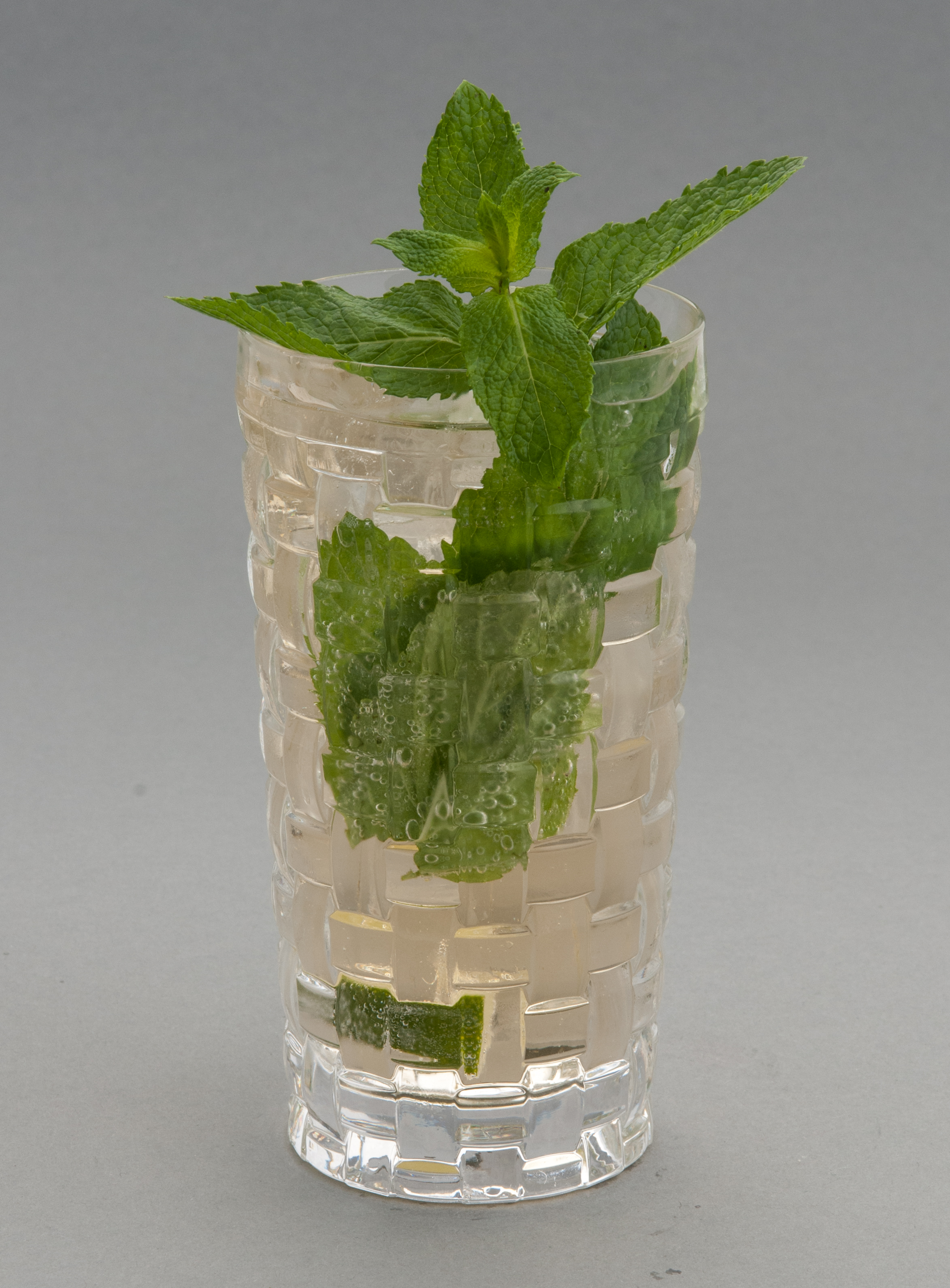
Un mojito

Bellini
Fet amb Prosecco i puré de préssec o nèctar.
Black Russian
Fet amb vodka i licor de cafè.
Bloody Mary
Fet amb vodka, suc de tomàquet i altres espècies i aromatitzants, com ara salsa Worcestershire, salses picants, all, herbes, rave picant, api, olives, sal, pebre negre, suc de llimona, suc de llima i sal d'api.
Caipirinha
Còctel nacional del Brasil, fet amb cachaça (licor de canya de sucre), sucre i llima.
Cardinale
Fet amb ginebra, vermut sec, Campari.
Champagne cocktail
Fet amb sucre, amargs d'Angostura, xampany, brandi i una cirera marrasquino com a guarnició.
Corpse reviver #2
Consisteix en parts iguals de ginebra, suc de llimona, licor de taronja (normalment Cointreau), Kina Lillet (ara normalment substituït per Cocchi Americano, més semblant al Kina Lillet que al Lillet Blanc modern) i un toc d'absenta.
Cosmopolitan
Fet amb vodka, triple sec, suc de nabiu i suc de llima acabat d'esprémer o endolcit.
Cuba libre
Fet amb cola, rom i, en moltes receptes, suc de llima amb gel.
French 75
Fet amb ginebra, xampany, suc de llimona i sucre.
French Connection
Fet amb parts iguals de conyac i licor d'amaretto.
Garibaldi
Fet amb Campari i suc de taronja.
Grasshopper
Fet amb parts iguals de crema de menta verda, crema de cacau blanca i nata, agitat amb gel i colat en una copa de còctel freda.
Hemingway special
Fet amb rom, suc de llima, licor de marrasquino i suc de pomelo i servit en una copa de còctel doble.
Horse's neck
Fet amb brandi (o de vegades bourbon) i ginger ale, amb una llarga espiral de pell de llimona sobre la vora d'un vas d'old-fashioned o highball.
Irish coffee
Fet amb cafè calent, whisky irlandès i sucre, remenat i cobert amb nata. El cafè es beu amb la nata.
Kir
Fet amb una mesura de crème de cassis (licor de grosella negra) coberta amb vi blanc.
Lemon drop
Un còctel a base de vodka que es prepara amb l'addició de suc de llimona, triple sec i xarop simple.
Long Island iced tea
Malgrat el nom, no conté te. Normalment fet amb vodka, tequila, rom lleuger, triple sec, ginebra i un raig de cola, que dóna a la beguda el mateix to ambre que el te gelat.
Mai Tai
A base de rom, licor de Curaçao, xarop d'orgeat i suc de llima, associat amb ambients d'estil polinesi.
Margarita
Fet amb tequila, licor de taronja i suc de llima, sovint servit amb sal a la vora del got.
Mimosa
Fet amb xampany (o altre vi escumós) i suc de cítrics fred, generalment suc de taronja, tret que s'especifiqui el contrari.
Mint julep
Fet principalment amb bourbon, sucre, aigua, gel picat o en ratllat i menta fresca.
Mojito
Fet amb rom blanc, sucre (tradicionalment suc de canya de sucre), suc de llima, aigua amb gas i menta.
Moscow mule
Fet amb vodka, cervesa de gingebre picant i suc de llima, guarnit amb una rodanxa o un tall de llima.
Piña colada
Fet amb rom, crema de coco o llet de coco i suc de pinya, generalment servit triturat o agitat amb gel.
Pisco sour
El pisco sour peruà utilitza el pisco peruà com a licor base i afegeix suc de llimona acabat d'esprémer, xarop simple, gel, clara d'ou i amargs d'Angostura. La versió xilena és similar, però utilitza pisco xilè i pica de llima, i exclou els amargs i la clara d'ou. Altres variants del còctel inclouen les creades amb fruites com la pinya o plantes com les fulles de coca.
Rabo de gallo
Fet amb cachaça, vermut dolç, Cynar i bitter d'Angostura.
Sea breeze
Fet amb vodka, suc de nabiu i suc de pomelo.
Sex on the beach
Fet amb vodka, schnapps de préssec, suc de taronja i suc de nabiu.
Singapore sling
Un còctel sling de Singapur a base de ginebra .
Tequila sunrise
Fet amb tequila, suc de taronja i xarop de granadina.
Vesper
Originalment fet amb ginebra, vodka i Kina Lillet. Les formulacions dels seus ingredients han canviat des de la seva publicació original impresa, i per això alguns bàrmans moderns han creat noves versions que intenten imitar més fidelment el gust original.
Zombie
Fet amb sucs de fruita, licors i diversos roms.

### Còctels de la Nova Era (New Era Drinks)
Bee's knees
Fet amb ginebra, suc de llimona fresc i mel. Se serveix agitat i fred, sovint amb un toc de llimona.
Bramble
Fet amb ginebra seca, suc de llimona, xarop de sucre, crema de móra (licor de móra) i gel picat.
Canchanchara
Fet amb aiguardent cubà, mel i suc de llima fresc.
Chartreuse swizzle
Fet amb Chartreuse, suc de pinya, suc de llima fresc i Falernum.
Dark 'n' stormy
Fet amb rom Goslings Black Seal (el "fosc") i cervesa de gingebre (la "stormy") servit amb gel i guarnit amb una rodanxa de llima.
Don's special daiquiri
Fet amb rom jamaicà daurat, rom cubà, suc de maracujà, suc de llima fresc i xarop de mel.
Espresso martini
Fet amb vodka, cafè exprés, licor de cafè i xarop de sucre. No és un martini autèntic, ja que no conté ni ginebra ni vermut, però és una de les moltes begudes que incorporen el terme als seus noms.
Fernandito
Beguda llarga d'origen argentí que consisteix en el licor amaro italià Fernet i cola, servit amb gel.
French martini
L'ingredient clau que fa que un martini sigui "francès" és el Chambord, un licor de gerds negres que es produeix a França des del 1685.
Gin basil smash
Fet amb ginebra, suc de llimona fresc, xarop simple i fulles d'alfàbrega.
Grand margarita
Fet amb tequila, Grand Marnier i suc de llima fresc.
IBA Tiki
Fet amb Ron Profundo Havana Club (un rom blanc), Ron Smoky Havana Club (un rom envellit en bóta), Licor Amaretto (licor d'ametlles), Licor Frangelico (licor d'avellana), Maraschino, puré de fruita de la passió, suc de pinya fresc, suc de llima fresc i una llesca d'arrel de gingebre.
Illegal
Fet amb mezcal, rom blanc de Jamaica overproof, Falernum, licor de marrasquino, suc de llima, xarop simple i, opcionalment, unes gotes de clara d'ou.
Jungle Bird
Fet amb rom Blackstrap, Campari, suc de pinya, suc de llima fresc i xarop simple de demerara.
Missionary's downfall
Fet amb rom blanc, brandi de préssec, suc de llima fresc, barreja de mel, fulles de menta i trossos de pinya.
Naked and famous
Fet amb parts iguals de mezcal, Chartreuse groc, Aperol i suc de llima fresc.
New York sour
Fet amb whisky (de sègol o bourbon), xarop simple, suc de llimona, clara d'ou i vi negre (Shiraz o Malbec).
Old Cuban
Creat el 2001 per la coctelera Audrey Saunders, és fet amb rom envellit, suc de llima fresc, xarop simple, amargs d'Angostura, fulles de menta i cobert amb xampany brut.
Paloma
Es prepara més habitualment barrejant tequila, suc de llima, i un refresc amb gust de pomelo com ara Fresca, Squirt o Jarritos, i se serveix amb gel i un tall de llima. També es pot afegir sal a la vora del got.
Paper plane
Fet amb parts iguals de bourbon, Aperol, licor d'amaro i suc de llimona.
Penicillin
Fet amb whisky, gingebre i suc de llimona fresc.
Pisco punch
Fet amb pisco, suc de pinya fresc, xarop simple, suc de llimona fresc, vi blanc sec i clau.
Porn star martini
Fet amb vodka de vainilla, licor de fruita de la passió, puré de fruita de la passió, sucre de vainilla i una copa de xampany acompanyant.
Russian spring punch
Fet amb vodka, crema de cassis, xarop de sucre i suc de llimona.
Sherry cobbler
Fet amb dos tipus de xerès (amontillado i palo cortado), sucre, roda de taronja i roda de llimona.
South Side
Fet amb ginebra, suc de llimona, xarop simple i menta (també conegut com a "Southside").
Spicy Fifty
Fet amb vodka, cordial de flor de saüc, xarop de mel, bitxo vermell i suc de llima fresc.
Spritz
Fet amb Prosecco, un bitter i aigua amb gas.
Suffering bastard
Nom per a dues begudes barrejades diferents, una més semblant a un còctel estàndard associat amb la Segona Guerra Mundial i l'altra més semblant a una beguda exòtica associada amb els bars Tiki.
Three dots and a dash
Fet amb rom de Martinica, rom envellit barrejat, Falernum, licor de pebre de Jamaica, xarop de mel, suc de llima fresc, suc de taronja fresc i bitter d'Angostura.
Tipperary
Fet amb whisky irlandès, vermut negre dolç, Chartreuse verd i bitters d'Angostura.
Tommy's margarita
Feta amb tequila, suc de llima i nèctar d'atzavara o xarop simple, i amargs de taronja servits en una copa de còctel. Es diferencia de la margarita per l'omissió del licor de taronja i la seva substitució preferida per nèctar d'atzavara per ressaltar les notes naturals d'atzavara del tequila.
Trinidad sour
Feta amb bitter d'Angostura, xarop d'orgeat, suc de llimona i whisky de sègol.
Ve.n.to
Fet amb grappa blanca suau, suc de llimona, barreja de mel (feta amb infusió de camamilla si es vol), cordial de camamilla i opcionalment clara d'ou.

## Antics còctels
Les begudes següents es van eliminar a partir de l'actualització de la llista del 2020:
- B-52
- Bacardi
- Barracuda
- Derbi
- Dirty martini, un martini que conté un raig de salmorra d'oliva o suc d'oliva i normalment guarnit amb una oliva.
- Padrí (Godfather)
- Madrina (Godmother)
- Somni daurat (Golden dream)
- Harvey Wallbanger
- Kamikaze
- Rosa
- Tornavís (Screwdriver)
- Vampir
- Ocell groc

## Història
Després de la llista inicial del 1961, hi ha hagut revisions el 1987, 1993, 2004, 2011, 2020 i 2024.